# Orville (Indre)
Orville – miejscowość i gmina we Francji, w Regionie Centralnym, w departamencie Indre.
Według danych na rok 1990 gminę zamieszkiwały 144 osoby, a gęstość zaludnienia wynosiła 15 osób/km² (wśród 1842 gmin Regionu Centralnego Orville plasuje się na 993. miejscu pod względem liczby ludności, natomiast pod względem powierzchni na miejscu 1165.).